# Krähenwinkel (Woltersdorf)
Der Krähenwinkel ist ein ehemaliges Ackerfeld und Nachbarschaft in der Brandenburger Gemeinde Woltersdorf.

## Geographie
Der Krähenwinkel liegt zwischen dem Stolp im Osten und dem Knack im Westen. Im Süden wurde er einst von der Woltersdorfer Heide begrenzt.

## Geschichte

### Wald und Feld

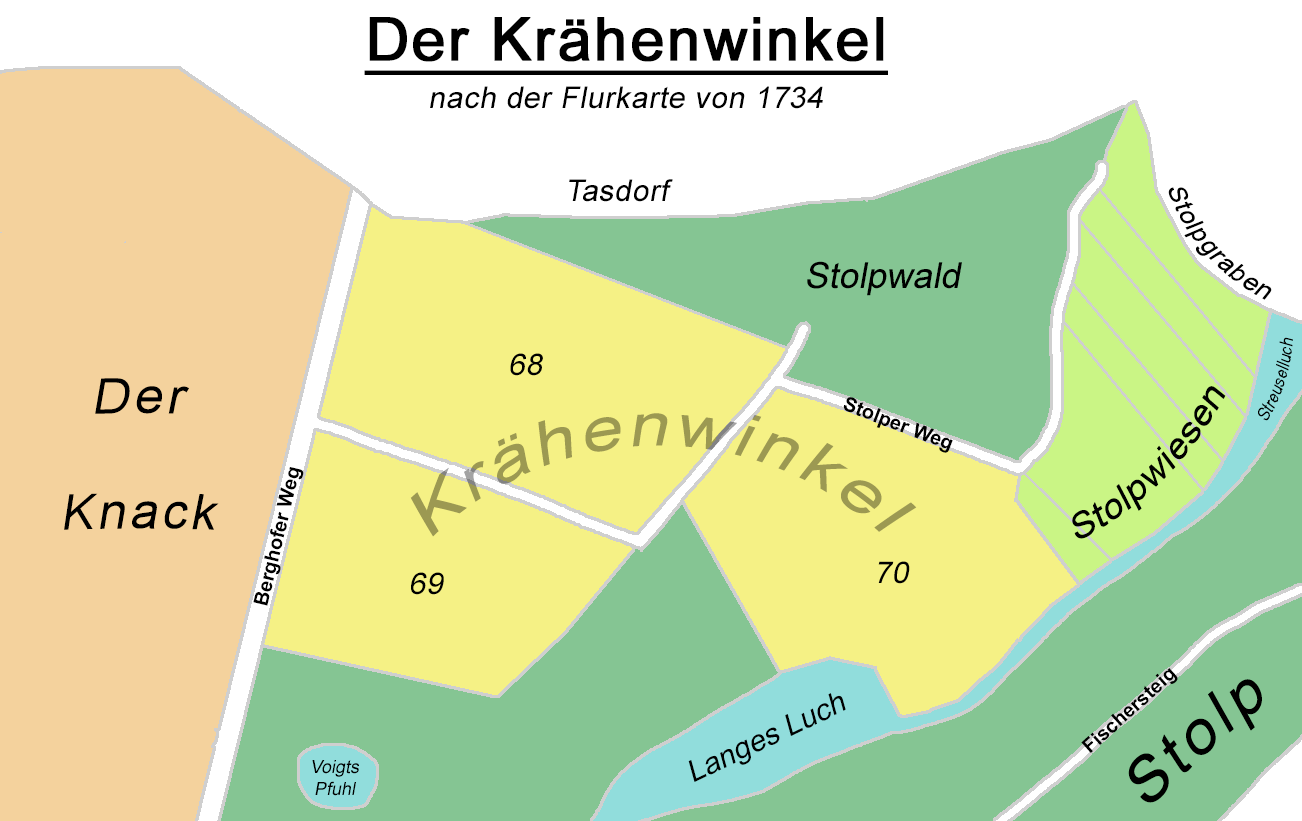
Der Krähenwinkel (Kossätenfelder zwischen dem Knack und den Stolpwiesen)

Der Krähenwinkel taucht bereits auf der ersten Flurkarte von Woltersdorf aus dem Jahre 1734 auf. Damals befanden sich zwischen dem Ackerfeld des Knack, der zum Rittergut und den Stolpwiesen, die den Woltersdorfer Hofleuten gehörten, drei Blockfluren Acker, die drei Kossäten von Woltersdorf gehörten und die Nummern 68, 69 und 70 trugen. Nördlich und südlich waren diese drei Kossätenfelder von Wald eingefasst. Nach 1800 wurde der Waldstreifen nördlich des Krähenwinkels bis zur Feldmark Tasdorf gerodet und in Ackerland verwandelt. Die Beiländer östlich des Knack erhielten 1824 die neuen Nummern 1 bis 7. Mit dem Bau der Kreischaussee von Kalkberge nach Erkner 1880 wurde der Nordosten Woltersdorfs erschlossen. In den nächsten Jahrzehnten wurde in den Flurstücken 1 und 2 Sand und Kies abgebaut.

### Bebauung ab 1929
Das Gelände des Krähenwinkels gehörte seit den Zwanziger Jahren Waldemar Jahnke. Die Ackerflurstücke 4 bis 7 wurden ab 1929 in den Generalbebauungsplan aufgenommen und es gab erste Parzellenverkäufe. Es war geplant, die Bruno-Wilhelmi-Straße, die in Schönblick begann, in einem Bogen über den Knack und durch den Krähenwinkel zu führen und am Seebad enden zu lassen. Der Abschnitt im Krähenwinkel ist als Grenzstraße bis heute erhalten. Einer der ersten Bewohner des neuen Viertels war der von den Nazis abgesetzte Neuköllner Bürgermeister Alfred Scholz. 1939 wurden Straßennamen verliehen. Sie wurden im Sinne der faschistischen Ideologie nach „Helden der Luft“ wie Richthofen oder Immelmann benannt. Im Juli 1940 wurde Jahnkes Besitz zwangsversteigert an einen Wiener Fabrikanten namens Schuh. Nach dem Zweiten Weltkrieg wurden die Straßen umbenannt nach dem alten Flurnamen, den hier abgebauten Bodenschätzen und dem Antifaschisten Viktor Hoeth. Westlich des Berghofer Weges entstand ein kleines Gewerbegebiet.